# 샤워 (영화)
샤워(Shower)는 중국에서 제작된 장양 감독의 1999년 영화이다. 강무 등이 주연으로 출연하였고 피터 로어 등이 제작에 참여하였다.

## 출연

### 주연
- 강무
- 주욱